# Giulia Lusini
Giulia Lusini (Cecina, 13 luglio 2008) è una velista italiana.

## Carriera
Nel 2017 inizia la propria attività velica nella classe Optimist per poi passare subito dopo nella classe doppio giovanile Rs Feva nella quale nel 2024 si laurea Campionessa del Mondo Femminile in Olanda a Bruinissee, sempre nel 2024, Campionessa Italiana femminile U17 a Pescara. Ottiene il secondo posto overall e primo femminile al terzo Meeting Internazionale RsFeva di Fraglia della Vela a Riva del Garda nel 2024.  Dal 2025 affronta un nuovo percorso nella classe Rs 500 ottenendo il titolo Italiano femminile ed il terzo posto al Campionato del Mondo femminile. Assieme a Camilla Parrinelli, raggiunge il primo posto della classifica femminile al Campionato del Mondo RS Feva 2024 ed il secondo posto nel prestigioso concorso "Velista dell'anno 2024" promosso dal Giornale della Vela nella categoria Young

## Risultati
- Squadra Nazionale Rs Feva FIV 2023 e 2024
- 1º posto Regata Nazionale Rs Feva Formia 2024 (Rs Feva Ladies)
- 1º posto Regata Nazionale Rs Feva Rimini 2024 (Rs Feva Ladies)
- 1º posto Campionato Zonale II Zona FIV 2023 (Rs Feva Ladies)
- 4º posto Overall Campionato Mondiale Rs Feva 2024 (Rs Feva Overall)
- 1º posto Campionato Zonale II Zona FIV 2024 (Rs Feva Overall)
- 2º posto Overall e 1º posto femminile al Suzuki 3rd International RS Feva Autumn Meeting 2024
- 1º posto Regata Nazionale Rs 500 "Almost Spring Regatta" San Bartolomeo a Mare 2025 (Rs 500 Ladies)
- 1º posto Regata Nazionale Rs 500 Savio 2025 (Rs 500 Ladies)